# Eridacnis
Eridacnis — рід акул родини Смугасті котячі акули. Має 3 види.

## Опис
Загальна довжина представників цього роду коливається від 24 до 37 см. Голова невелика, округла. Очі великі з мигальною перетинкою. За ними присутні невеличкі бризкальця. Мають маленькі носові складки. Губні борозни короткі Рот має V-подібну або трикутну форму. Зуби дрібні, задні зуби — гребенеподібні. Тулуб вузький, стрункий. Грудні плавці великі, широкі. Має 2 однакових спинних плавців. Перший розташовано позаду грудних плавців, задній — навпроти анального. Хвостовий плавець тонкий та довгий, нижня лопать майже не розвинена.
Забарвлення спини коричневе з різними відтінками. Черево має попелясто-білий або білуватий колір. На хвостовому плавці присутні темні діагональні смуги. На плавцях — темні, майже чорні плями округлих форм.

## Спосіб життя
Тримаються на глибинах від 70 до 800 м, на континентальному шельфі. Пересуваються неподалік дна, де переважно й полюють. Доволі повільні акули. Живляться дрібними рибами, невеличкими головоногими молюсками та ракоподібними, ікрою та личинками.
Це яйцеживородні акули. Самиці народжують до 2 акуленят завдовжки від 10 до 17 см.

## Розповсюдження
Ареал цих акул не є єдиним, розкиданий по Світовому океану. Мешкають біля узбережжя східної Африки (від ПАР до Танзанії), біля Індії, Шрі-Ланки, В'єтнаму, Філіппін, Куби, Флориди (США).

## Види
- Eridacnis barbouri  (Bigelow & Schroeder, 1944)
- Eridacnis radcliffei  Smith, 1913
- Eridacnis sinuans  (Smith, 1957)